# Aethalochroa
Aethalochroa (лат.) — род насекомых из семейства Toxoderidae отряда богомоловых.
Встречаются в южной Азии (Индия, Иран, Пакистан, Шри-Ланка).

## Описание
Богомолы с тонким удлинённым телом. Темноокрашенные и стройные, с выступающими глазами заканчивающимися шипом. Верхний край темени вогнут, простирается над глазами, с двумя бороздками. Лобный склерит пятиугольный, поперечный. Пронотум узкий, длиннее передних тазиков, метазона килеватая. В передних лапках тазики немного расширены на вершине переднего края; бёдра тонкие, верхний край вогнут; с 5 наружными и 3 дискоидальными шипами; ямка между 1-м и 2-м наружными шипами; коготковая бороздка расположена базально; голени тонкие, верхний край вогнут, 4—5 наружных и 7—8 внутренних шипов. Средние и задние лапки короткие, геникулярные лопасти удлинённые и острые; без геникулярных шипов, с лопастями или без них. Церки листоватые.
В синонимику рода входят следующие названия:
- Arsacia Stal, 1877
- Arsaria Brunner, 1893
- Arteria Kirby, 1904
- Loxomantis Giglio-Tos, 1914

На февраль 2020 года в род включают 6 современных видов с ареалами:
- Aethalochroa affinis Wood-Mason, 1889[6] — Пакистан
- Aethalochroa ashmoliana (Westwood, 1841)[7]typus — Индия, Иран, Шри-Ланка
  - =Vates ashmoliana Westwood, 1841
- Aethalochroa indica Giglio-Tos, 1914[8]
- Aethalochroa insignis Wood-Mason, 1878[1] — Индия
- Aethalochroa simplicipes Wood-Mason, 1878[1] — Индия
- Aethalochroa spinipes Wood-Mason, 1889[6] — Индия, Пакистан